# Jón Gnarr

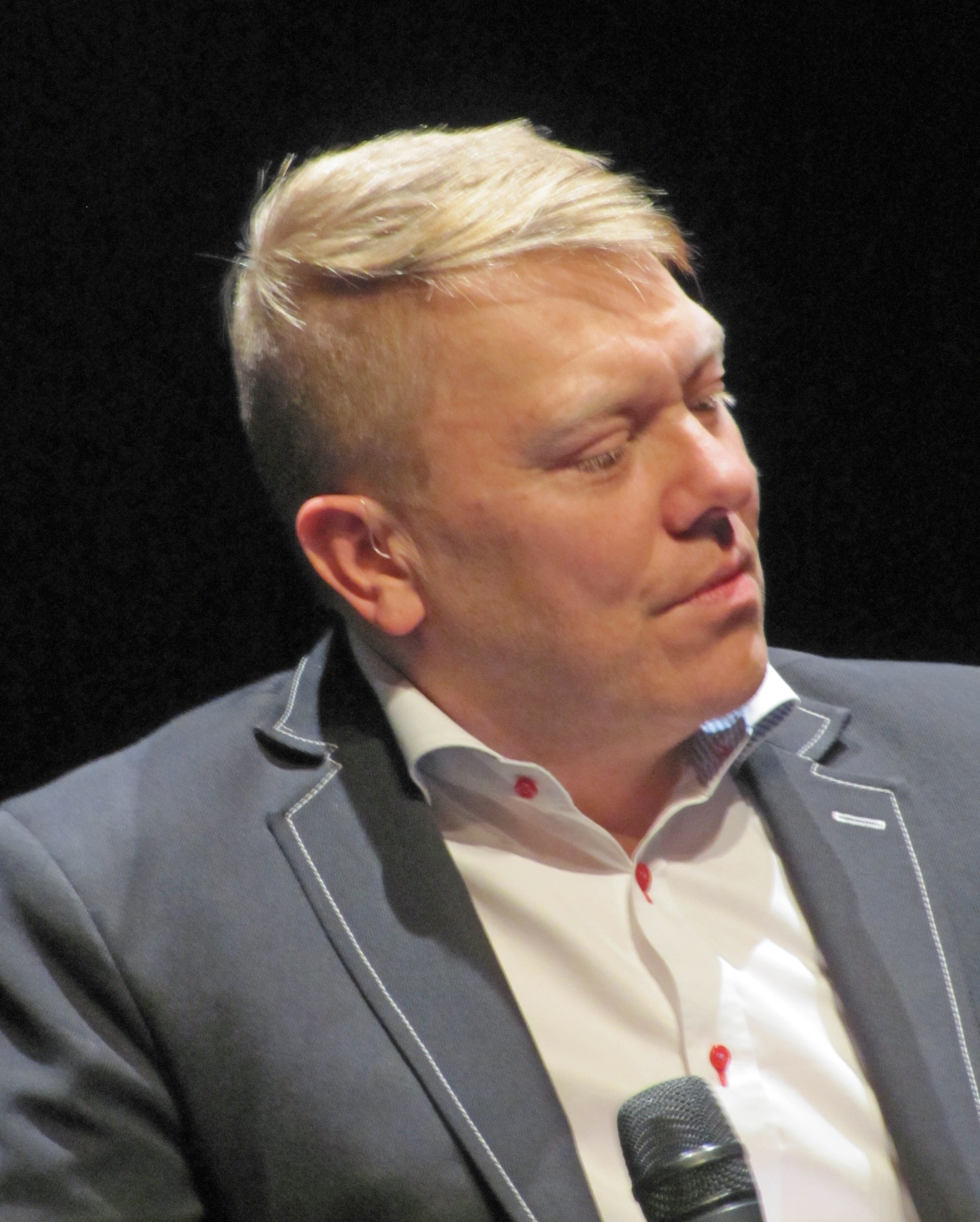
Jón Gnarr, 2011

Jón Gnarr (* 2. Januar 1967 in Reykjavík als Jón Gunnar Kristinsson) ist ein isländischer Komiker, Musiker, Schriftsteller und Politiker. Von Juni 2010 bis Juni 2014 war er Bürgermeister seiner Heimatstadt. Er kandidierte in der Präsidentschaftswahl in Island 2024. Wahlsiegerin war Halla Tómasdóttir, während Jón Gnarr den vierten Platz erreichte. Bei der Parlamentswahl 2024 wurde er als Vertreter der Partei Viðreisn ins isländische Parlament Althing gewählt.

## Leben
Jón Gnarr – jüngster ehelicher Sohn eines Polizeibeamten (* 1917) und einer Arbeiterin (* 1922; † 25. Dezember 2010) – verließ im Alter von vierzehn Jahren ohne Abschluss eine Reykjavíker Schule, die kein herkömmliches Klassensystem und keine Noten kannte. Seit dieser Zeit nennt er sich Jón Gnarr. Er besuchte dann für zwei Jahre ein Internat für schwer erziehbare Jugendliche. Nach diversen Gelegenheitsjobs arbeitete er zunächst als Pfleger in einem Heim für geistig und körperlich Behinderte. Mit neunzehn Jahren schrieb er den Roman Miðnætursólborgin („Die Stadt der Mitternachtssonne“).
Jón ist mit der Masseurin Jóhanna Jóhannsdóttir (Jóga), Tochter eines Seemannes, verheiratet. Das Ehepaar hat fünf Kinder: das älteste Kind wurde 1985 und das jüngste 2005 geboren. Im Jahr 2006 schrieb Jón Gnarr eine fiktive Autobiografie mit dem Titel Indjáninn („Der Indianer“), die er 2012 mit Sjóræninginn („Der Seeräuber“) fortsetzte.
Seine Karriere als Komiker begann Jón Gnarr Anfang der 1990er Jahre beim öffentlich-rechtlichen Rundfunk Ríkisútvarpið mit der Radio-Sitcom Hotel Volkswagen. Später arbeitete er für einen privaten Sender, für den er morgendliche „Interviews“ führte, und trat in Hörfunk, Fernsehen und in Spielfilmen auf. Neben der Sketch-Show Fóstbræður (1997–2001) wurde er vor allem durch seine Rolle als Georg Bjarnfreðarson in den drei Serien Næturvaktin (2007), Dagvaktin (2008) und Fangavaktin (2009) bekannt. Jón Gnarr war laut Munzinger-Archiv Bassist der Punkrockband Nefrennsli („laufende Nasen“) und wirkte in mehreren Filmen, Sitcoms und Talkshows mit. Ferner veröffentlicht er Prosa und Lyrik.
Im Jahr 2009 – während der isländischen Finanzkrise – arbeitete Jón Gnarr in einer Werbeagentur als Creative Director. Nachdem er sich von dieser Agentur getrennt hatte, konzentrierte er seine Arbeit auf die Politik. Bei der Kommunalwahl in Reykjavík am 29. Mai 2010 erzielte Jóns Partei Besti flokkurinn („die beste Partei“) mit 34,7 % die meisten Stimmen. Nach dem Wahlsieg übernahm Jón am 15. Juni 2010 von der bisherigen Bürgermeisterin Hanna Birna Kristjánsdóttir das Amt des Bürgermeisters. Auf der Liste der Partei kandidierten Musiker, Schauspieler, Comic-Zeichner und weitere Prominente. Zum Wahlprogramm gehörten unter anderem folgende Punkte:
- Offene statt heimliche Korruption.
- Kostenlose Handtücher für alle Schwimmbäder.
- Ein Eisbär für Reykjavíks Zoo.
- Ein drogenfreies Parlament bis 2020.[9]
- Gratis-Bustickets. (Mit dem Zusatz: «Wir können mehr versprechen als alle anderen Parteien, weil wir jedes Wahlversprechen brechen werden.»)[9]

Auf nationaler Ebene war Jón Gnarr Mitglied im Vorstand der 2012 gegründeten Partei Björt framtíð, die in enger Verbindung mit Besti flokkurinn stand. Im Oktober 2013 gab Jón Gnarr bekannt, dass er keine zweite Amtszeit als Bürgermeister von Reykjavík anstreben wird. Seine Amtszeit endete am 17. Juni 2014. Jóns Nachfolger wurde sein bisheriger Koalitionspartner Dagur B. Eggertsson von der sozialdemokratischen Allianz (Samfylkingin). Dagur äußerte anlässlich der Amtsübergabe, „die ganze Gesellschaft“ habe von Jón Gnarr gelernt.
Während der Amtszeit von Jón Gnarr wurde die Online-Plattform Betri Reykjavík (Besseres Reykjavík) als eine Möglichkeit direkter Demokratie etabliert.
Ende April 2024 wurde Jón Gnarr offiziell als Kandidat bei der Präsidentschaftswahl in Island 2024 bestätigt. Als einer von zwölf Kandidaten erreichte er bei der Wahl den vierten Platz, nach der Wahlsiegerin Halla Tómasdóttir, Katrín Jakobsdóttir und Halla Hrund Logadóttir.
Bei der Parlamentswahl 2024 wurde er im Wahlkreis Reykjavík Süd für die liberale Partei Viðreisn ins isländische Parlament Althing gewählt. Zwischenzeitlich hatte er der sozialdemokratischen Allianz angehört und war für diese zu Parlamentswahlen angetreten. Seinen Wechsel zu Viðreisn begründete er mit seiner anarchistischen und libertären Haltung mit einer starken Betonung der individuellen Freiheit, wodurch er sich von den Sozialdemokraten unterscheide.
Jón Gnarr trat von der isländischen Staatskirche zur katholischen Kirche über, bezeichnet sich aber als Atheisten und Anarchisten.

## Veröffentlichungen

### Isländische Sprache
- Miðnætursólborgin. Smekkleysa, Reykjavík 1989.
- Plebbabókin. Mál og menning, Reykjavík 2002, ISBN 9979-3-2373-6.
- Þankagangur. Skálholtsútgáfan, Reykjavík 2005, ISBN 9979-792-06-X.
- Indjáninn. Skálduð ævisaga. Mál og menning, Reykjavík 2006, ISBN 9979-3-2792-8.
  - Deutsche Ausgabe: Indianer und Pirat. (Aus dem Isländischen von Tina Flecken und Betty Wahl.) Klett-Cotta, Stuttgart 2015, ISBN 978-3-608-50141-4.
- Sjóræninginn. Skálduð ævisaga. Mál og menning, Reykjavík 2012, ISBN 978-9979-3-3320-3.

### Deutsche Sprache
- Hören Sie gut zu und wiederholen Sie!!! Wie ich einmal Bürgermeister wurde und die Welt veränderte. Mitarbeit: Jóhann Ævar Grímsson. Aus dem Isländischen von Betty Wahl. Klett-Cotta, Stuttgart 2014, ISBN 978-3-608-50322-7.
- Indianer und Pirat: Kindheit eines begabten Störenfrieds. Aus dem Isländischen von Betty Wahl und Tina Flecken. Tropen/Klett-Cotta, Stuttgart 2015, ISBN 978-360-8501414.
- Der Outlaw: Eine isländische Jugend am Rande der Gesellschaft. Aus dem Isländischen von Tina Flecken. Tropen/Klett-Cotta, Stuttgart 2017. ISBN 978-3608501537.

## Film
- Jón Gnarr – Mein Reykjavík. Dokumentarfilm, Österreich, 2014, 51:20 Min., Buch und Regie: Günter Schilhan, Produktion: Filmpark, ORF, 3sat, Reihe: Meine Stadt, Erstsendung: 15. Dezember 2014 bei 3sat, Inhaltsangabe von 3sat, (Memento vom 16. Dezember 2014 im Internet Archive), Vorschau, 2:11 Min. von Filmpark.